# Дзо
Дзо (на тибетски: མཛོ་) е хибриден бозайник от род Говеда. Това животно е създадено успешно при чифтосване с домашното говедо от страна на техния роднина от Хималаите – тибетския як. С думата дзо се назовават само мъжките индивиди, които, за разлика от женските, са стерилни. На монголски животното се нарича хайнаг. При вида се наблюдава хетерозисен ефект, той е с по-големи размери от яка и говедото и ги превъзхожда по количеството произвеждано мляко.
Обикновено хибридните видове не са толкова приспособими и оцеляването им е трудно. Това обаче не се наблюдава при животното дзо.